# روهات مينجي
روهات مينجي (بالتركية: Ruhat Mengi)‏ (ولدت في 15 نوفمبر عام 1951) صحفية تركية وروائية وكاتبة عمود بالصحف.
تعد روهات مينجي ابنة محمد أونالدي عضو البرلمان ومجلس الشيوخ بأضنة. أما والدتها فهي معلمة. أنهت روهات تعلميها الإعدادي والثانوي بالمدرسة التجريبية بحي باكيركوي بأنقرة. وبعد ذلك بدأت التعليم العالي في جامعة الشرق الأوسط الفنية. وعندما تعلمت روهات مينجي الهندسة بكلية الهندسة بجامعة الشرق الأوسط الفنية انتقلت في الأعوام الأخيرة لجامعة مانشستر بإنجلترا (جامعة مانشستر للعلوم والتكنولوجيا) وتخرجت منها في عام 1978. تدربت روهات مينجي في مركز بحوث «سيتينغبورن شل» بإنجلترا. وعقب عودتها لتركيا عملت كمهندسة في مركز بحوث «بترول تركيا» لفترة من الوقت.
بدأت روهات مينجي مهنة الصحافة كاكاتبة عمود في جريدة " الصباح ". وواصلت عملها بالبرامج التلفزيونية. وبعد أن قدمت برامج أخبار ودردرشة وبرامج موسيقية في عدة قنوات أصدرت جريدة الصباح في يناير عام 1989. وعملت روهات مينجي لعدة سنوات في التلفزيون ووسائل الإعلام المطبوعة. وخلال الفترة التي أصبح فيها تانسو تشيلر رئيسا للوزراء إستراحت روهات مينجي لفترة طويلة من العمل في البرامج التلفزيونية وذلك نتيجة لتوقف برنامج أخبار سبوت التي كانت تقدمه في التلفزيون ونتيجة أيضا للضغوط السياسية عليها. وفي عام 2002 استقالت روهات من جريدة " الصباح " وإنضمت ل" مجموعة الصحفيين المستقليين " التي أسست جريدة الوطن. وبعد فترة من الوقت عادت روهات مينجي للتلفزيون مرة أخرى ببرنامج الأخبار " من كل زواية التي قدمته وأعددته بنفسها على شاشة تلفزيون ستار. ومُنعت روهات مينجي من الإذاعة نتيجة نشر هذا البرنامج حيث أنه حطم الرقم القياسي للمراقبة لمدة خمس سنوات.
وقبل حلول عام 2002 كلفت روهات مينجي محامين ناشطين بالدفاع عن حقوق المرأة الأكثر شهرة بتركيا مثل " جانان عرين مؤسسة " مأوى السيدات الأرجواني الشكل "، و " سما كينديرجي رئيسة اتحاد المرأة التركية " و "هوليا جولبهار " وكان من بينهم أيضاً " أوناي ألباجو الوزيرة السابقة للأسرة والعائلة " والدفاع أيضاً عن المنظمات النسائية وعن روهات مينجي في مئة وخمسين مليون دعوى قضائية حيث استهلها أستاذين مشهورين بالقانون وذلك بسبب المقالات التي كتبتها ضد مشروع القانون التي سيتسبب في إفشاء الظلم في قضايا مثل العنف والإغتصاب ضد الأطفال والمرأة بقانون العقوبات التركي. حازت روهات مينجي على عدة جوائز من منظمات المجتمع المدني مثل مؤسسة التعليم بتركيا ومن الجامعات ومن المنابر المحلية ومن المجلات وحازت أيضاً على جوائز هامة من المنظمات النسائية التركية مثل " اتحاد المرأة التركية وجمعية حقوق المرأة وجمعية المرأة ذات التعليم الجامعي التركي ". وعلاوة على ذلك ففي عام 2006 مُنحت جائزة نادي ليونز العالمية " ميلفين جونز " لروهات مينجي وأوغور دوندار من تركيا.
كانت روهات مينجي جديرة بالحصول على جائزة «أفضل برنامج لجدول الأعمال» في الجامعة نفسها في عام 2013 عن برنامج «من كل زاوية» في جوائز الإتصالات التي عقدت للمرة السادسة في عام 2010 والتي تمُنح وفقاً للدراسات الإستقصائية التي تُجرى بين طلاب جامعة أيدين بإسطنبول.
وفي عام 2013 أخُتيرت روهات مينجي «كأفضل كاتبة عمود لهذا العام» من بين ما يقرب من تسعة عشر ألف طالب في الإستفتاء الذي اجُري وكان يضم اثنين وعشرون ألف طالب بالجامعة نفسها. وكانت لا تزال روهات مينجي تواصل كتابتها بالعمود بجريدة الوطن. وأنهت روهات مينجي عملها بجريدة الوطن في 5 ديسمبر عام 2013. وهي الآن مخرجة ومقدمة لبرنامج «من كل زاوية» على شاشة التلفزيون.

## وصلات خارجية
- مقالات روهات مينجي بالعمود بجريدة الوطن
- برنامج من كل زاوية مع روهان مينجي Startv.com.tr